# Livio Odescalchi
Livio Odescalchi (Como, 10 marzo 1652 o 1658 – Roma, 8 settembre 1713) nipote di papa Innocenzo XI, fu una delle figure più influenti della Roma del suo tempo e un grande mecenate e collezionista d'arte.

## Biografia

### I primi anni ed il favore di Innocenzo XI

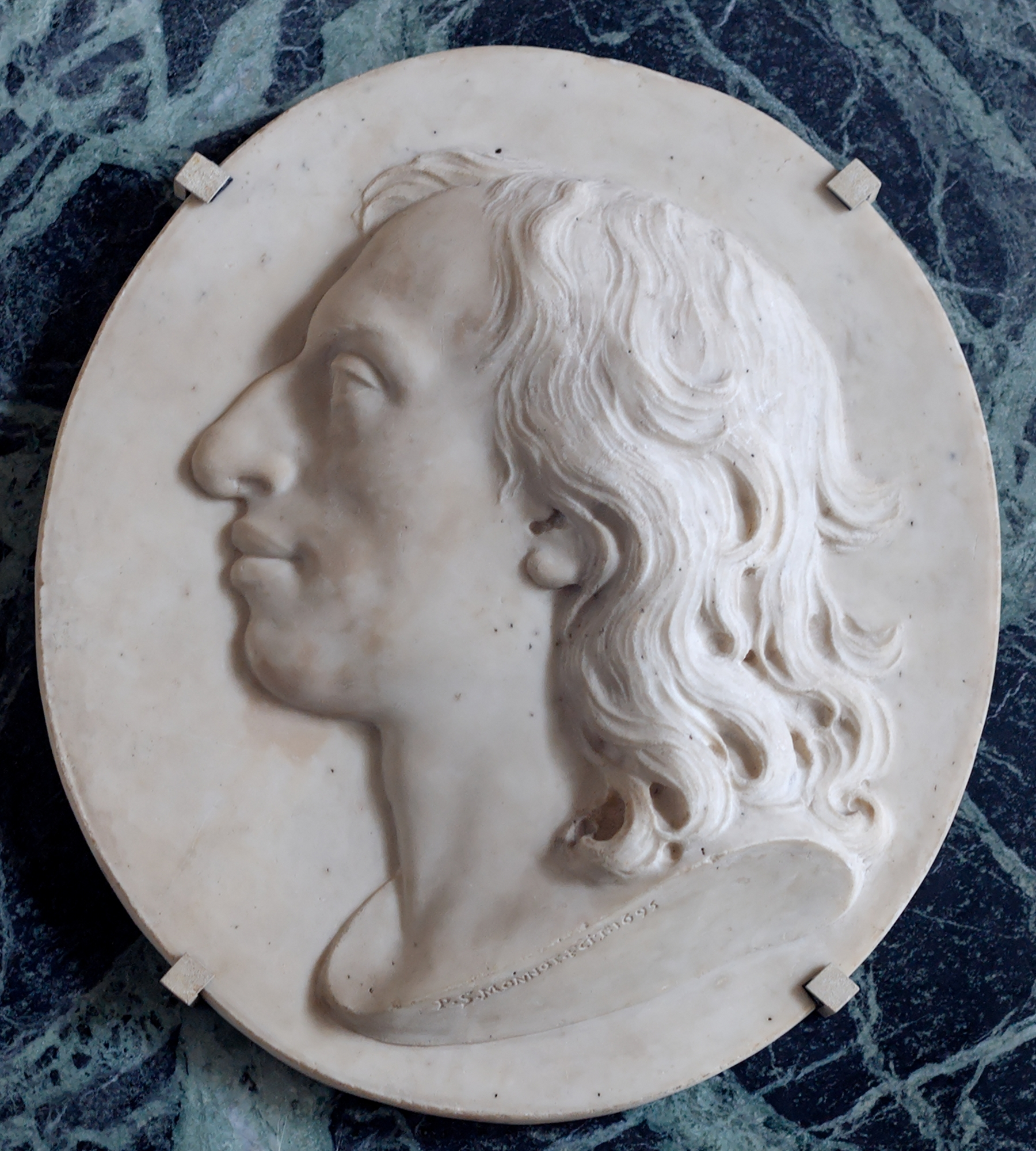
Bassorilievo marmoreo raffigurante il principe Livio Odescalchi

Unico figlio maschio di Carlo Odescalchi e di sua moglie, la marchesa Beatrice Cusani Visconti, Livio era nipote di papa Innocenzo XI, fratello di suo padre. Ancora in giovane età, perseguendo una politica nepotista che però fosse slegata dalla curia (era pratica comune all'epoca nominare cardinale un nipote del pontefice in carica), Innocenzo XI decise nel 1678 di investire il nipote Livio del titolo di duca di Ceri, oltre a conferirgli il titolo di Gonfaloniere di Santa Romana Chiesa e quello di Capitano Generale. Pochi anni dopo, in seguito alla sua partecipazione vittoriosa alla battaglia di Vienna, Livio ottenne nel 1697 anche il titolo di principe imperiale nonché i ducati di Srem e Sava nel Sacro Romano Impero. L'imperatore Leopoldo I gli concesse inoltre la proprietà personale del castello di Ilok, nell'odierna Croazia. Già nel 1696 l'Odescalchi aveva ottenuto il titolo di duca di Bracciano, acquistandolo dal ramo omonimo della famiglia Orsini, assieme al possesso del castello locale. Tempo dopo divenne anche "Grande" di Spagna.
Alla morte dello zio pontefice nel 1689, Livio si occupò personalmente della costruzione di una magnifica tomba in suo onore da porre nella Basilica di San Pietro che venne poi terminata nel 1704.
Svolse un ruolo significativo durante il conclave nel 1691, come corrispondente presso i cardinali nominati da suo zio.

### La candidatura al trono polacco
Dopo la morte di Giovanni III Sobieski nel 1696 divenne uno dei possibili candidati per il trono di Polonia, avendo ottenuto in tal senso l'appoggio incondizionato della vedova del sovrano, Maria Casimira, venendogli infine però preferito Augusto di Sassonia. Dopo l'elezione del nuovo sovrano polacco, l'ex regina decise di portarsi in esilio a Roma, dove venne ospitata proprio da Livio Odescalchi nel suo palazzo.
Fu patrono del pittore polacco Jerzy Siemiginowski-Eleuter (1660-1711 circa), il quale si stabilì presso di lui a Roma nel 1677 e che gli dedicò una serie di incisioni derivate da una serie di affreschi allegorici del Baldi, che allora si trovavano all'interno di una delle stanze di Palazzo Odescalchi a Roma e che ora sono andati distrutti.
Morì senza eredi e pertanto gli succedette nei titoli il cugino Baldassarre Odescalchi, I principe Odescalchi.

## Albero genealogico
|                                         |              |                                       | Genitori                                |  |  | Nonni |  |  | Bisnonni                    |  |  | Trisnonni             |  |
|                                         |              |                                       |                                         |  |  |       |  |  | Guido Costantino Odescalchi |  |  | Bartolomeo Odescalchi |  |
|                                         |              |                                       |                                         |  |  |       |  |  | Guido Costantino Odescalchi |  |  | Bartolomeo Odescalchi |  |
|                                         |              | Lucrezia Rusconi                      |                                         |  |  |       |  |  | Guido Costantino Odescalchi |  |  |                       |  |
| Livio Odescalchi, nobile di Como        |              |                                       |                                         |  |  |       |  |  | Guido Costantino Odescalchi |  |  |                       |  |
|                                         |              | Lucrezia Rusconi                      | Paolo Rusconi                           |  |  |       |  |  |                             |  |  |                       |  |
|                                         |              | Lucrezia Rusconi                      | Paolo Rusconi                           |  |  |       |  |  |                             |  |  |                       |  |
|                                         |              | Lucrezia Rusconi                      | …                                       |  |  |       |  |  |                             |  |  |                       |  |
| Carlo Odescalchi, nobile di Como        |              | Lucrezia Rusconi                      |                                         |  |  |       |  |  |                             |  |  |                       |  |
|                                         |              | Nicola Castelli                       | …                                       |  |  |       |  |  |                             |  |  |                       |  |
|                                         |              | Nicola Castelli                       | …                                       |  |  |       |  |  |                             |  |  |                       |  |
|                                         |              | Nicola Castelli                       | …                                       |  |  |       |  |  |                             |  |  |                       |  |
| Paola Sofia Castelli Giovanelli         |              | Nicola Castelli                       |                                         |  |  |       |  |  |                             |  |  |                       |  |
|                                         |              | Giulia Giovanelli                     | Alessio Giovanelli                      |  |  |       |  |  |                             |  |  |                       |  |
|                                         |              | Giulia Giovanelli                     | Alessio Giovanelli                      |  |  |       |  |  |                             |  |  |                       |  |
|                                         |              | Giulia Giovanelli                     | …                                       |  |  |       |  |  |                             |  |  |                       |  |
| Livio Odescalchi, I duca di Ceri        |              | Giulia Giovanelli                     |                                         |  |  |       |  |  |                             |  |  |                       |  |
|                                         | Lelio Cusani | Ottaviano Cusani                      |                                         |  |  |       |  |  |                             |  |  |                       |  |
|                                         | Lelio Cusani | Ottaviano Cusani                      |                                         |  |  |       |  |  |                             |  |  |                       |  |
|                                         | Lelio Cusani | Lucrezia Lampugnani                   |                                         |  |  |       |  |  |                             |  |  |                       |  |
| Agostino Cusani, I marchese di Chignolo | Lelio Cusani |                                       |                                         |  |  |       |  |  |                             |  |  |                       |  |
|                                         |              | Giustina Barbiano di Belgioioso       | Carlo Barbiano di Belgioioso            |  |  |       |  |  |                             |  |  |                       |  |
|                                         |              | Giustina Barbiano di Belgioioso       | Carlo Barbiano di Belgioioso            |  |  |       |  |  |                             |  |  |                       |  |
|                                         |              | Giustina Barbiano di Belgioioso       | Ippolita Visconti                       |  |  |       |  |  |                             |  |  |                       |  |
| Beatrice Cusani Visconti                |              | Giustina Barbiano di Belgioioso       |                                         |  |  |       |  |  |                             |  |  |                       |  |
|                                         |              | Ermes Visconti, VIII signore di Somma | Battista Visconti, VII signore di Somma |  |  |       |  |  |                             |  |  |                       |  |
|                                         |              | Ermes Visconti, VIII signore di Somma | Battista Visconti, VII signore di Somma |  |  |       |  |  |                             |  |  |                       |  |
|                                         |              | Ermes Visconti, VIII signore di Somma | Maddalena Visconti                      |  |  |       |  |  |                             |  |  |                       |  |
| Giovanna Visconti di Somma              |              | Ermes Visconti, VIII signore di Somma |                                         |  |  |       |  |  |                             |  |  |                       |  |
|                                         |              | Maria Taverna                         | Cesare Taverna, II conte di Landriano   |  |  |       |  |  |                             |  |  |                       |  |
|                                         |              | Maria Taverna                         | Cesare Taverna, II conte di Landriano   |  |  |       |  |  |                             |  |  |                       |  |
|                                         |              | Maria Taverna                         | Antonia Beccaria                        |  |  |       |  |  |                             |  |  |                       |  |
|                                         |              | Maria Taverna                         |                                         |  |  |       |  |  |                             |  |  |                       |  |